# Everaldo Matos Pereira
Everaldo Matos Pereira, auch als Everaldo bekannt, (* 29. November 1976 in São Gonçalo) ist ein brasilianischer ehemaliger Fußballspieler.

## Sportlicher Werdegang
Everaldo kam 2001 vom EC Bahia nach Deutschland, wo er sich dem Zweitligisten SV Waldhof Mannheim anschloss. In der Spielzeit 2001/02 kam der Abwehrspieler unter Trainer Uwe Rapolder sowie dessen Nachfolger Andy Egli nur zeitweise als Stammspieler zum Einsatz, erst in seinem zweiten Jahr entwickelte er sich zum Stammspieler und bestritt 30 Saisonspiele. Der Klub stand dabei von Saisonbeginn an im Abstiegskampf, auch nach Trainerwechseln zu Walter Pradt und später Stefan Kuntz konnte der Klub nicht den Abstiegsrängen entkommen und beendete die Spielzeit als Tabellenschlusslicht. Anschließend erhielt der Verein keine Lizenz für die Regionalliga und wurde in die Oberliga Baden-Württemberg durchgereicht.
Everaldo wechselte innerhalb Deutschland zum SV Wacker Burghausen, wo er unter Trainer Rudi Bommer ebenso über weite Strecken Stammspieler in der 2. Bundesliga war. Im Sommer 2004 übernahm Markus Schupp das Traineramt und die Mannschaft rangierte zeitweise auf einem der Aufstiegsplätze zur Bundesliga. Nach einer schwachen Leistung gegen den Tabellenführer SpVgg Greuther Fürth am achten Spieltag rutschte er aus der Stammformation, nach insgesamt elf Saisoneinsätzen bis dato verließ er im Winter den Klub in Richtung Heimatland.
Bis 2016 spielte Everaldo für verschiedene Vereine in Brasilien, anschließend beendete er seine aktive Laufbahn.